# Баррето де Оливейра, Эстеван
Эстеван Баррето де Оливейра (порт. Estêvão Barreto de Oliveira; более известный, как Эстеван порт. Estêvão род. 3 февраля 2002, Амамбаи, Мату-Гросу-ду-Сул) — бразильский футболист, полузащитник клуба «Интернасьонал».

## Клубная карьера
Эстеван — воспитанник клубов «Сан-Паулу», «Сантос» и «Интернасьонал». 2 мая 2022 года в матче против «Аваи» он дебютировал в бразильской Серии A в составе последнего. 25 мая в поединке Южноамериканского кубка против эквадорского «9 октября» Эстеван забил свой первый гол за «Интернасьонал». 